# Paidra järv
Paidra järv är en sjö i Estland.   Den ligger i landskapet Võrumaa, i den sydöstra delen av landet, 220 km sydost om huvudstaden Tallinn. Paidra järv ligger 77 meter över havet. I omgivningarna runt Paidra järv växer i huvudsak blandskog.